# Centro de Gestão de Defesa Nacional
O Centro de Gestão da Defesa Nacional, também conhecido como Centro de Controle da Defesa Nacional (NDCC) ( em russo:  Национальный центр управления обороной РФ, Natsional'nyi tsentr upravleniya oboronoi RF) НЦУО, anteriormente Posto de Comando Central do Estado-Maior General das Forças Armadas Russas, é o centro supremo de comando e controle do Ministério da Defesa da Rússia e das Forças Armadas da Rússia.

## Função
O centro é considerado a segunda autoridade máxima responsável pela gestão e supervisão do Ministério da Defesa, depois do próprio Ministro, e está diretamente subordinado ao Estado-Maior General das Forças Armadas da Federação Russa, supervisionado pelo Chefe do Estado-Maior General.
Possui um poderoso supercomputador militar chamado Supercomputador NDMC com velocidade de 16 petaflops e capacidade de armazenamento de 236 petabytes.